# Фрол (Московская область)
Фрол — посёлок в Шатурском муниципальном районе Московской области, в составе сельского поселения Пышлицкое. Расположен в юго-восточной части Московской области на берегу реки Ялмы. Население — 10 чел. (2013). Посёлок известен с 1637 года. Входит в культурно-историческую местность Ялмать.

## Название
В писцовой книге Владимирского уезда 1637—1648 гг. упоминается как Фроловский погост, в материалах Генерального межевания 1790 года — село Радушки. В письменных источниках XIX века одновременно употребляются два наименования — Радушкино и Фрол, с начала XX века за селом закрепилось название Фрол.
Историческое название села Радушки (Радушкино) связано с некалендарным личным именем Радушка. Современное наименование село получило от церкви Фрола и Лавра.

## Физико-географическая характеристика
Посёлок расположен в пределах Мещёрской низменности, относящейся к Восточно-Европейской равнине, на высоте 116 м над уровнем моря. Рельеф местности равнинный. С востока и юга от посёлка находится лесной массив, с севера — заболоченная местность. По западной окраине Фрола протекает река Ялма. В 1 км к югу от посёлка — 2 сероводородных источника.
По автомобильной дороге расстояние до МКАД составляет около 155 км, до районного центра, города Шатуры, — 54 км, до ближайшего города Спас-Клепики Рязанской области — 26 км, до границы с Рязанской областью — 10 км. Ближайший населённый пункт — деревня Дерзсковская, расположенная в 1,5 км к северо-западу от Фрола.
Посёлок находится в зоне умеренно континентального климата с относительно холодной зимой и умеренно тёплым, а иногда и жарким, летом. В окрестностях посёлка распространены аллювиальные, торфяно-болотные и дерново-подзолистые почвы с преобладанием суглинков и глин.
В посёлке, как и на всей территории Московской области, действует московское время.

## История

### С XVII века до 1861 года
В XVII веке Фрол упоминается как погост Фроловский Тереховской кромины волости Муромского сельца Владимирского уезда:

В Тереховской кромине погост Фроловский на реке на Ялме, а на погосте церковь Николы Чудотворца, да другая церковь Фрола и Лавра. А в церкви образы и книги, и ризы, и на колокольнице колокола и клепало, и все церковное строение мирское приходских людей. Да на погосте ж двор поп Петр Григорьев. Двор поп Иван Елизарьев. Двор поп Фадей Васильев. Двор пономарь Петрушка Никитин. Двор бобыль Сенка Елизарьев, кормится по миру. Пашни церковные паханые середние земли и с отъезжею пашнею тринадцать чет, да лесом поросли семь чет в поле, а в дву по тому ж; сена около поль двадцать копен

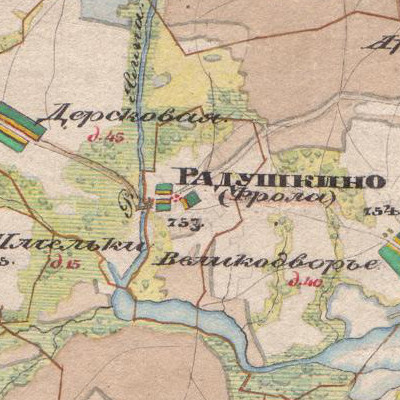
Село Фрол на карте 1850 года

В результате губернской реформы 1708 года село оказалось в составе Московской губернии. После образования в 1719 году провинций село вошло во Владимирскую провинцию, а с 1727 года — во вновь восстановленный Владимирский уезд.
В 1778 году образовано Рязанское наместничество (с 1796 года — губерния). Впоследствии вплоть до начала XX века село входило в Егорьевский уезд Рязанской губернии.
В Экономических примечаниях к планам Генерального межевания, работа над которыми проводилась в 1771—1781 гг., село описано следующим образом:

Село Радушки и пещаная земле церковная земля оного села священно- и церковнослужителей. По обе стороны большой дороги, лежащей из города Егорьевска в город Касимов. Церковь деревянная мучеников Флора и Лавра. Земля иловатая, хлеб средственный, лес дровяной
В конце XVIII века село упоминается в связи с постройкой нового храма. 17 марта 1776 года дьякон села Радушкино обратился к Преосвященнейшему Владимирскому Иерониму с просьбой построить новую церковь на месте обветшавшей церкви Фрола и Лавра. 17 августа 1779 года новая церковь была освящена.
В 1836 году купцом Чембором И. А. была построена каменная Покровская церковь с приделами Богословским и Фроло-Лаврским.
По сведениям 1859 года Фрол (Радушкино) — село духовного ведомства 2-го стана Егорьевского уезда на Касимовском тракте, при реке Пре и колодцах; в селе имелась православная церковь, организовывались базары и один раз в год проводилась ярмарка.

### 1861—1917
После реформы 1861 года село Радушкино вошло в состав Дерсковской волости Егорьевского уезда. В селе не было приписного крестьянского населения, поэтому сельское общество не было образовано.
В 1861 году на средства общества крестьян Дерсковой волости было основано Радушкинское земское училище.
Согласно Памятной книжке Рязанской губернии на 1868 год в селе имелась каменная православная церковь, ежегодно 18 августа проводилась ярмарка, а по вторникам базары.
В 1885 году в селе имелся трактир, ренсковый погреб, 2 мелочных и 2 чайных лавки, а также 2 постоялых двора. Ярмарка проводилась уже два раза в год — на сырной неделе и 18 августа.
В 1886 году в Радушкинском училище обучалось 52 ученика (46 мальчиков и 6 девочек) из 6 близлежащих селений, при этом из самого села было всего 8 учеников. В школе обучались дети из различных сословий — 43 крестьянских ребёнка, 8 из купцов и мещан и 1 из духовного сословия. Обучение производилось с 15 сентября по июнь. Школа занимала одноэтажное деревянное здание. В училище был введён трёхлетний курс обучения, дети разделённые на три отделения занимались в одной классной комнате. В школе имелась библиотека, учреждённая на средства земства. С 1861 года законоучителем в школе был священник Г. Я. Сапфиров, а учителем с 1881 года — В. Г. Виноградов. Попечителя в школе не было.
По данным 1905 года в селе было две каменные церкви, 5 чайных и 5 торговых лавок, 2 пекарни и 1 кузница. Ближайшее почтовое отделение и земская лечебница находились в селе Дмитровский Погост.

### 1917—1991
В 1919 году село Фрол в составе Дерсковой волости было передано из Егорьевского уезда во вновь образованный Спас-Клепиковский район Рязанской губернии. В 1921 году Спас-Клепиковский район был преобразован в Спас-Клепиковский уезд, который в 1924 году был упразднён. После упразднения Спас-Клепиковского уезда село передано в Рязанский уезд Рязанской губернии. В 1925 году произошло укрупнение волостей, в результате которого село оказалось в укрупнённой Архангельской волости. В ходе реформы административно-территориального деления СССР в 1929 году село вошло в состав Дмитровского района Орехово-Зуевского округа Московской области. В 1930 году округа были упразднены, а Дмитровский район переименован в Коробовский.

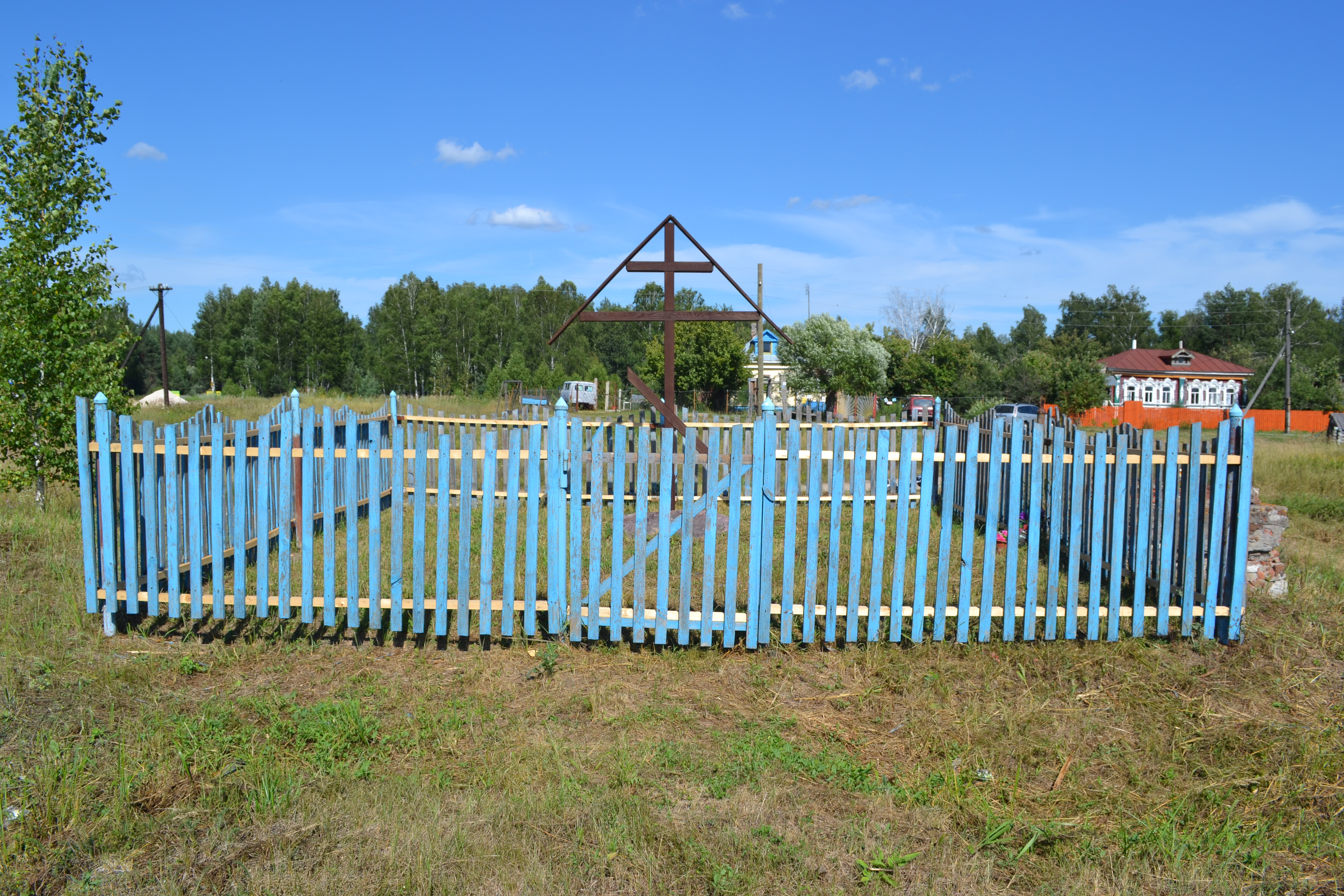
Памятный крест на месте Покровской церкви

Дети из Фрола посещали начальную школу, расположенную в самом селе.
В конце 1930-х годов жертвами политических репрессий стали пять жителей села: Журавлева Лидия Ивановна, Перехвальский Александр Александрович, Солнцева Ненила Андреевна, Степанова Афанасья Васильевна и Суворова Евлантия Давыдовна.
Во время Великой Отечественной войны в армию были призваны 2 жителя деревни: Воробьев Фёдор Никитич и Смирнов Иосиф Васильевич. Оба после победы вернулись домой.
До 1957 года в селе был крахмально-паточный завод.
С конца 1962 года по начало 1965 года Фрол входил в Егорьевский укрупнённый сельский район, созданный в ходе неудавшейся реформы административно-территориального деления. В 1963 году село было передано из Бородинского сельсовета в Пышлицкий, и впоследствии в составе Пышлицкого сельсовета вновь перешло в Шатурский район.
В 1988 году в селе закрылась больница.

### С 1991 года
В 1994 году в соответствии с новым положением о местном самоуправлении в Московской области Пышлицкий сельсовет был преобразован в Пышлицкий сельский округ. В 2005 году образовано Пышлицкое сельское поселение, в которое вошёл посёлок Фрол.

## Население
| 1859 | 1868 | 1885 | 1905 | 1970 | 1993 | 2002 |
| ---- | ---- | ---- | ---- | ---- | ---- | ---- |
| 36   | ↗39  | ↗109 | ↗120 | ↘54  | ↘21  | ↘16  |
| 2006 | 2010 | 2011 | 2013 |      |      |      |
| ↘14  | ↘8   | →8   | ↗10  |      |      |      |

Первые сведения о жителях посёлка встречаются в писцовой книге Владимирского уезда 1637—1648 гг., в которой учитывалось только податное мужское население (крестьяне и бобыли). Во Фроловском погосте было три двора священнослужителей, один двор церковнослужителя и один бобыльский двор, всего в них проживало 5 мужчин.
Число дворов и жителей: в 1859 году — 10 дворов, 17 муж., 19 жен.; в 1868 году — 11 дворов, 18 муж., 21 жен.
В 1885 году в селе не было приписного крестьянского населения, а проживало 19 семей, принадлежащих к разным сословиям (6 мещанский, 6 купеческих, 2 крестьянские, 1 военная и 8 духовных семей). Всего в селе проживало 109 человек (19 дворов, 51 муж., 58 жен.), из 19 домохозяев восемь не имели своего двора, а у трёх было два и более дома.
В 1905 году в селе проживало 120 человек (24 двора, 66 муж., 54 жен.). Со второй половины XX века численность жителей посёлка постепенно уменьшается: в 1970 году — 20 дворов, 78 чел.; в 1993 году — 16 дворов, 21 чел.; в 2002 году — 16 чел. (5 муж., 11 жен.).
По результатам переписи населения 2010 года в посёлке проживало 8 человек (3 муж., 5 жен.), из которых трудоспособного возраста — 2 человека, старше трудоспособного — 6 человек.
Жители посёлка по национальности в основном русские (по переписи 2002 года — 94 %).
Посёлок входил в область распространения Лекинского говора, описанного академиком А. А. Шахматовым в 1914 году.

## Социальная инфраструктура

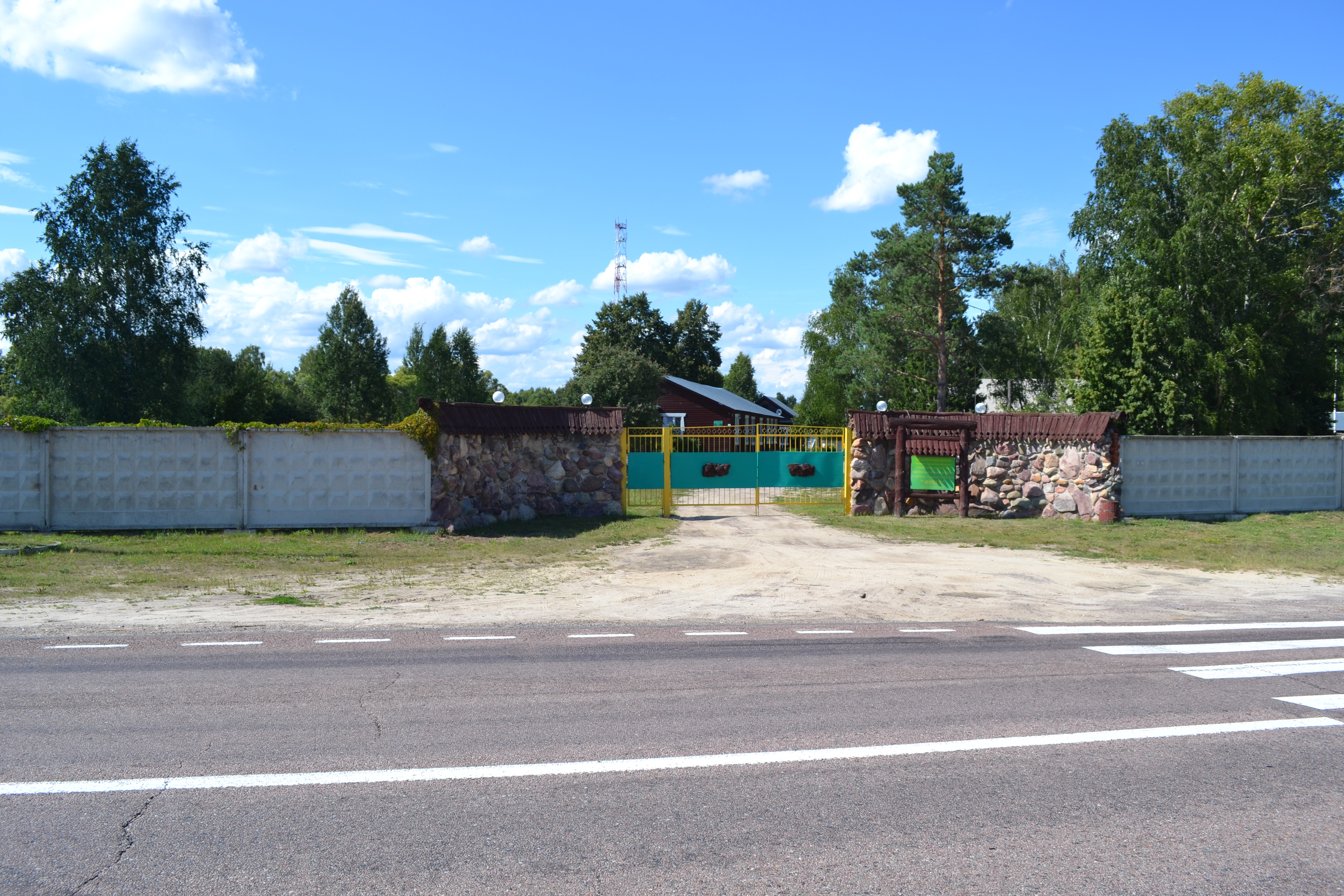
Спортивно-оздоровительная база «Фрол»

В посёлке имеется спортивно-оздоровительная база «Фрол». Медицинское обслуживание жителей посёлка обеспечивают Белоозёрская амбулатория, Коробовская участковая больница и Шатурская центральная районная больница. Ближайшее отделение скорой медицинской помощи расположено в Дмитровском Погосте. Фрол закреплён за Пышлицкой средней общеобразовательной школой, однако детей школьного возраста в посёлке нет.
Пожарную безопасность в посёлке обеспечивают пожарные части № 275 (пожарные посты в селе Дмитровский Погост и деревне Евлево) и № 295 (пожарные посты в посёлке санатория «Озеро Белое» и селе Пышлицы).
Посёлок электрифицирован, но не газифицирован. В соответствии с Программой «Развитие газификации в Московской области до 2017 года» подведение газа к посёлку не планируется. Центральное водоснабжение отсутствует, потребность в пресной воде обеспечивается общественными и частными колодцами.
Для захоронения умерших жители Фрола, как правило, используют кладбище, расположенное около посёлка.

## Транспорт и связь
Через посёлок проходит автомобильная дорога регионального значения Р105 (Егорьевское шоссе), на которой имеется остановочный пункт маршрутных автобусов «Фрол». Посёлок связан автобусным сообщением с районным центром — городом Шатурой и станцией Кривандино (маршруты № 130 и № 579), селом Дмитровский Погост и деревней Гришакино (маршрут № 40), а также с городом Москвой (маршрут № 328). Кроме того, по Егорьевскому шоссе проходят несколько маршрутов до города Москвы. Ближайшая железнодорожная станция Кривандино Казанского направления находится в 44 км по автомобильной дороге.
В посёлке доступна сотовая связь (2G и 3G), обеспечиваемая операторами «Билайн», «МегаФон» и «МТС». Ближайшее отделение почтовой связи, обслуживающее жителей посёлка, находится в посёлке санатория «Озеро Белое».